# Видинеева, Александра Андреевна
Александра Андреевна Видинеева (род. 21 февраля 2002, Краснодар) — российская волейболистка, либеро.

## Биография
Волейболом начала заниматься в спортивной школе «Юбилейная» города Краснодара. 1-й тренер — А. К. Петров. С 2018 года выступала за фарм-команду ВК «Динамо» (Краснодар), а с 2023 играет за основную команду клуба в суперлиге чемпионата России. В феврале 2025 на правах аренды перешла в «Минчанку».

### Клубная карьера
- 2018—2023 —  «Динамо»-2 (Краснодар) — молодёжная лига;
- 2023—2025 —  «Динамо» (Краснодар) — суперлига;
- 2025  —  «Минчанка» (Минск) — суперлига;
- с 2025  —  «Амурские тигрицы» (Хабаровск) — высшая лига «А».

## Достижения
- бронзовый призёр розыгрыша Кубка молодёжной лиги 2020.